# Кресюн, Валентин Иосифович
Валенти́н Ио́сифович Кресю́н  (укр. Валентин Йосипович Кресюн; род. 30 ноября 1941, Одесская область) — советский и украинский фармаколог, клинический фармаколог, член-корреспондент Национальной академии медицинских наук Украины (2002), доктор медицинских наук (1984), профессор (1985), заслуженный деятель науки и техники Украины (1991), лауреат Государственной премии Украины в области науки и техники (2017).
Заведующий кафедрой общей и клинической фармакологии, директор НИИ клинической биофизики Одесского национального медицинского университета.
Руководитель Южного научного Центра НАМН Украины. Вице-президент Ассоциации фармакологов Украины (председатель Одесского отделения). Руководитель Одесского регионального отделения Государственного экспертного (фармакологического) центра Министерства здравоохранения Украины.

## Биография
Валентин Иосифович Кресюн родился 30 ноября 1941 года в селе Шершенцы Кодымского района Одесской области Украинской ССР (на территории, оккупированной в ходе Второй мировой войны Румынией и включённой в Рыбницкий жудец Транснистрии).
После окончания  средней школы поступил в 1959 году на фельдшерское отделение медицинского училища города Бендеры, которое окончил с отличием в 1962 году. Затем — служба в рядах Советской Армии, где ему было присвоено звание лейтенанта.
В 1964 году поступил на лечебный факультет Одесского медицинского института имени Н. И. Пирогова. В студенческие годы проводил исследования в научном студенческом обществе, активно участвовал в общественной жизни института, являясь старостой курса, затем — общественным деканом лечебного факультета.
В 1970 году окончил с отличием институт и по конкурсу зачислен в аспирантуру при кафедре фармакологии. С этого времени вся трудовая деятельность связана с Одесским медицинским институтом имени Н. И. Пирогова, где он последовательно прошёл путь от аспиранта до заведующего кафедрой, первого проректора, члена-корреспондента НАМН Украины, сформировался как учёный-исследователь, врач, организатор высшего медицинского образования и науки, педагог-наставник молодёжи.
В 1973 году защитил диссертационную работу на тему: «О характере и возможных механизмах психотропных влияний никотината лития (николита) — нового производного никотиновой кислоты» на соискание учёной степени кандидата медицинских наук.
С 1973 по 1976 год — ассистент, в 1976—1985 годах — доцент кафедры фармакологии Одесского медицинского института имени Н. И. Пирогова.
В 1984 году защищена докторская диссертацию на тему: «Молекулярные механизмы стресс-протекторного и антистрессорного действия типичных и атипичных транквилизаторов». В 1985 году присвоено учёное звание профессора. С 1986 года является заведующим кафедрой фармакологии, которую в этом же году реорганизовал в кафедру общей и клинической фармакологии.

## Научная деятельность
В. И. Кресюн является последователем одесской научной школы фармакологов профессора Я. Б. Максимовича и Московской школы ведущих фармакологов академиков Академии медицинских наук СССР, профессоров В. В. Закусова и А. В. Вальдмана. Существенное значение в формировании его научного кругозора сыграли такие выдающиеся фармакологи, как С. В. Аничков, М. Д. Машковский, П. К. Анохин, Ю. И. Вихляев, Г. В. Чаговец, Г. Е. Батрак и многие другие.
Круг научных интересов В. И. Кресюна разносторонний и касается как вопросов фундаментальной, так и клинической фармакологии. Одним из основных научных направлений является изучение молекулярно-биохимических механизмов развития стресс-синдрома и его дифференцированной фармакотерапии. В результате создан и внедрён в производство первый атипичный транквилизатор литонит, запатентованный в ряде стран мира (США, Японии и др.); разработаны подходы и принципы целенаправленного поиска и создания новых высокоэффективных препаратов на основе метаболитов человеческого организма (никомаг, полиенол и др.). Совместимо с химиками (заслуженный деятель науки и техники Украины,проф. И. И. Сейфуллина) прицельно синтезирован новый класс биологически активных веществ на основе германия и различных биолигандов, проводится их доклиническое изучение как потенциальных лекарственных средств.
Важным направлением научной деятельности профессора В. И. Кресюна является разработка актуальных вопросов клинической фармакологии, а именно:
- в области клинической иммунофармакологии;
- внедрение современных медицинских технологий в клиническую практику;
- разработка на их основе новых подходов к рациональной фармакотерапии;
- изучение фармакогенетических аспектов её эффективности и безопасности.

## Педагогическая и научно-организационная деятельность
В. И. Кресюн не только продолжил сложившиеся за более чем 115 лет научные традиции кафедры фармакологии Одесского национального медицинского университета, но и создал ведущую научную школу нового поколения, которая объединяет экспериментальных и клинических фармакологов. Им подготовлено 36 докторов и кандидатов наук.
Активна и плодотворна его научно-организационная деятельность: вице-президент Ассоциации фармакологов Украины, председатель её Одесского отделения, член международной Ассоциации по базисной и клинической фармакологии (IUPHAR), глава комиссии университета по вопросам биоэтики. Председатель воссозданного им в 1995 году в университете специализированного учёного совета по защите докторских диссертаций,  ответственный редактор «Одесского медицинского журнала», член редколлегий ряда украинских и зарубежных журналов.
В.И. Кресюн одним из первых в Украине начал развивать «Клиническую фармакологию» как учебную и научную специальность. В 1986 г. он впервые в Украине реорганизовал кафедру фармакологии в кафедру общей и клинической фармакологии и создал цикл клинической фармакологии на базе городской клинической больницы № 1 г. Одессы. При его участии в 1989 г. была открыта клинординатура по специальности «Клиническая фармакология» и подготовлен первый в СССР клинический ординатор. Кафедра является опорной по клинической фармакологии для студентов медицинских вузов Украины. В. И. Кресюн также способствовал включению «Клинической фармакологии» в Перечень научных специальностей по защите докторских и кандидатских диссертаций.
Активна и плодотворна научно-организационная деятельность В.И. Кресюна: руководитель Южного научного центра НАМН Украины, вице-президент Ассоциации фармакологов Украины, председатель её Одесского отделения, член международной Ассоциации по базисной и клинической фармакологии (IUPHAR), глава комиссии университета по вопросам биоэтики, ответственный редактор «Одесского медицинского журнала», член редколлегий ряда украинских и зарубежных журналов. В 1995 году при его участии при Одесском медуниверситете воссоздан специализированный ученый совет по защите докторских диссертаций по фармакологии, клинической фармакологии и патфизиологии, председателем которого он является.

## Публикации
Результаты научной, учебной, практической деятельности В. И. Кресюна нашли отражение в более чем 950 опубликованных работах, из них 22 монографии и научных издания, 59 учебников, руководств, справочников, словарей, атласов, учебных пособий, 50 авторских свидетельств СССР, патентов Украины и зарубежных стран, более 130 учебно- и научно-методических работ.
Избранные работы:
- Tranquillizers and Stress: Adaptive Action Mechanism (соавт. V.L.Aryaev.- UK : Harwood Academic Publ. GmbH., 1992)
- Клинические аспекты иммунофармакологии (соавт. Ю.И.Бажора, С.С. Рыбалова.- Одесса, 1990, 1993)
- Молекулярно-генетические и биофизические методы исследования в медицине (соавт. В.Н. Запорожан, Ю.И. Бажора и др.- К., 1996)
- Клінічна імунологія та алергологія (соавт. Г.М. Драннік, Ю.І. Бажора та ін.- К., 2006)
- Фармакогенетические основы взаимодействия организма и лекарств (соавт. Ю.И. Бажора.- Одес-са, 2007)
- Генетическая медицина (соавт. В.Н. Запорожан, В.А. Кордюм и др.- Одесса, 2008)
- Молекулярна епідеміологія (соавт. В.Н. Запорожан, Ю.І. Бажора та ін.- Одеса, 2010)
- Факторы и механизмы саногенеза (В.Н.Запорожан, Л.А. Носкин и др.- Одесса, 2014)
- Здоровое питание. Основы общей нутрициологии (соавт. Н.Н. Надворный, В.В. Годован и др.- Одесса, 2016)

## Административная и общественная деятельность
С 1971 по 1974 год являлся начальником подготовительных курсов; с 1974 года — заместителем декана лечебного факультета, а с 1982 года — деканом лечебного факультета Одесского медицинского института им Н.И. Пирогова.
В 1986 году был назначен проректором по международным связям, в 1992 году — проректором по научной работе и международным связям.
С 2001 г. на протяжении 15 лет исполнял обязанности первого проректора Одесского национального медицинского университета.
В 2001 году, через полвека после закрытия Одесского фармацевтического института, под его руководством был вновь создан фармацевтический факультет в Одесском медицинском университете.
Не остаются без внимания и насущные проблемы практического здравоохранения г. Одессы и всего Южного региона Украины.

## Награды
- Орден князя Ярослава Мудрого V степени (2016)[1]
- Орден Украины «За заслуги» III степени (2000),
- Орден Украины «За заслуги» II степени (2004).
- Орден Украины «За заслуги» I степени (2011).
- Заслуженный деятель науки и техники Украины (1991).
- Медаль «Ветеран труда»,
- Медаль Украины «20 років незалежності України»,
- Нагрудный знак «Отличник здравоохранения»,
- Знак «Отличник образования Украины»,
- Почётная награда губернатора Одесской области,
- Почётные грамоты МЗ Украины,
- Золотая медаль Польской Академии медицины (1997),
- Премия им. А. Чижевского Академии медико-технологических наук России (2000),
- Почетная грамота Всемирной Федерации Украинских врачебных обществ (2000)
- Лауреат Государственной премии Украины в области науки и техники (2017)